# Національний науковий центр «Інститут експериментальної та клінічної ветеринарної медицини»
Національний науковий центр «Інститут експериментальної та клінічної ветеринарної медицини» — перший в Україні спеціалізований науково-дослідний заклад, створений для вирішення науково-практичних завдань ветеринарного забезпечення тваринництва.
До структури інституту входять 4 відділи, 13 лабораторій, 1 науково-дослідна станція, 5 науково-виробничих центрів, референс-лабораторія з грипу птиці.
ННЦ «ІЕКВМ» здійснює наукові дослідження щодо:
- генетичної мінливості, екології та філогеографіі збудників інфекційних хвороб рогатої худоби
- впровадження у лабораторну та виробничу практику ветеринарної медицини міжнародних стандартів біологічної безпеки та біозахисту
- проведення епізоотологічного моніторингу основних інфекційних та інвазійних хвороб сільськогосподарських тварин, у тому числі антропозоонозів, прогнозування епізоотичної ситуації та дослідження молекулярних механізмів епізоотичного процесу
- дослідження механізму формування імунітету та теоретичне обґрунтування схем корекції імунодефіцитних станів
- створення сучасних технологій виробництва та регламентів застосування імунобіологічних препаратів з використанням молекулярно-генетичних методів та нанобіотехнологій
- удосконалення ветеринарно-санітарних заходів щодо запобігання та ліквідації інфекційних хвороб спільних для людей і тварин: туберкульозу, бруцельозу, сальмонельозу, лістеріозу, кампілобактеріозу та інших
- проведення токсикологічного моніторингу, розробка методичних підходів щодо контролю якості та безпечності кормів і продукції тваринного походження

ННЦ «ІЕКВМ» координує виконання наукових досліджень з питань ветеринарної медицини, які проводять наукові установи НААН, Держпродспоживслужби України та вищі навчальні заклади України аграрного профілю. —

## Історія
Український науково-дослідний інститут експериментальної ветеринарії був організований 1921 року на базі бактеріологічної станції Харківського ветеринарного інституту (існувала з 1889 року). Інститут існував як найвища науково-дослідна установа з питань ветеринарії в УРСР, містив в Харкові. Основним завданням інституту є розробка методів профілактики і заходів боротьби з хворобами сільськогосподарських тварин та бджіл. Інститут мав 18 відділів; йому підпорядковані 4 зональні науково-дослідні ветеринарні станції (Полтавська), Відділ для вивчення незаразних хвороб сільськогосподарських тварин (у Кіровограді) і Опорний пункт для вивчення лейкозів (у Луганську).
Першим директором інституту був доктор ветеринарних наук, професор Дедюлін Олександр Васильович.
В 1957—1985 роках директором центру був академік ВАСГНІЛ Гладенко Іван Микитович.
Інститут винайшов ряд вакцин, сироваток, антигенів та ін. ефективних засобів боротьби з хворобами тварин; він готує наукові кадри і працює над підвищенням кваліфікації ветеринарних працівників. Видає науковий. збірник «Ветеринарія».
Від 1991 року має назву Інститут експериментальної і клінічної ветеринарної медицини Української Академії Аграрних Наук.
З 1997 по 1999 посаду директора обіймав Заслужений працівник сільського господарства України Бабкін Валерій Федорович.
Указом Президента України за № 186/2006 від 3 березня 2006 р. інституту надано статус Національного наукового центру.